# Dorfkirche Zöllmersdorf

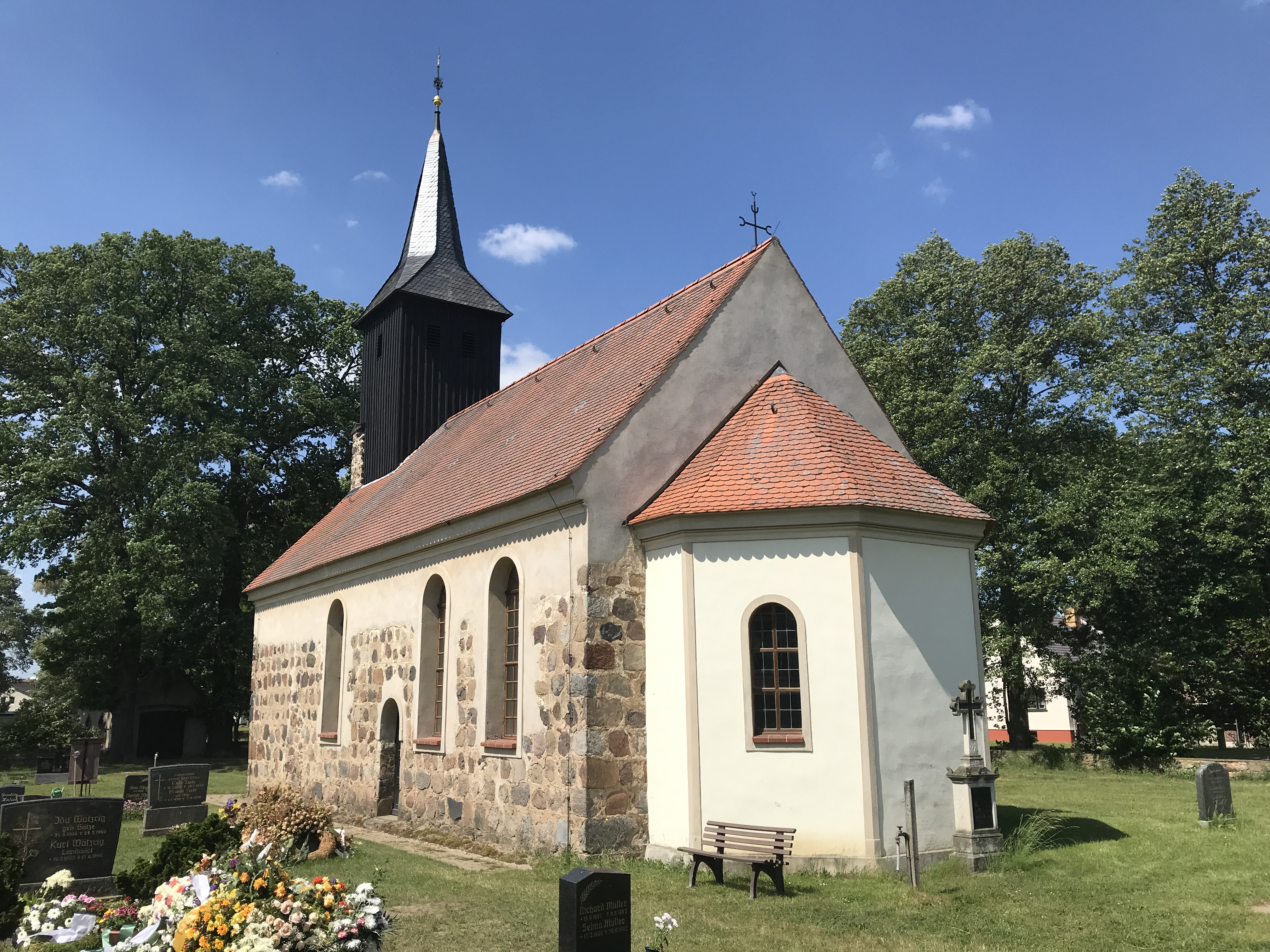
Dorfkirche Zöllmersdorf

Die evangelische Dorfkirche Zöllmersdorf ist eine Feldsteinkirche in Zöllmersdorf, einem Ortsteil der Stadt Luckau im Landkreis Dahme-Spreewald im Land Brandenburg. Die Kirchengemeinde gehört zum Kirchenkreis Niederlausitz der Evangelischen Kirche Berlin-Brandenburg-schlesische Oberlausitz.

## Lage
Die Zöllmersdorfer Dorfstraße umspannt ellipsenförmig den historischen Dorfanger. Dort fließt auch die Beke hindurch. Das Bauwerk steht auf diesem Anger auf einer leicht erhöhten Fläche, die durch eine Mauer eingefriedet wird.

## Geschichte
Der Sakralbau wurde um 1300 errichtet und war über Jahrhunderte Filialkirche von Langengrassau. 1911 ließ die Kirchengemeinde das Bauwerk umfassend verändern. Im Osten wurde ein Chor angebaut, im Westen die Turmhaube aufgesetzt sowie die Fenster vergrößert. 1996 erfolgte eine umfassende Restaurierung.

## Baubeschreibung

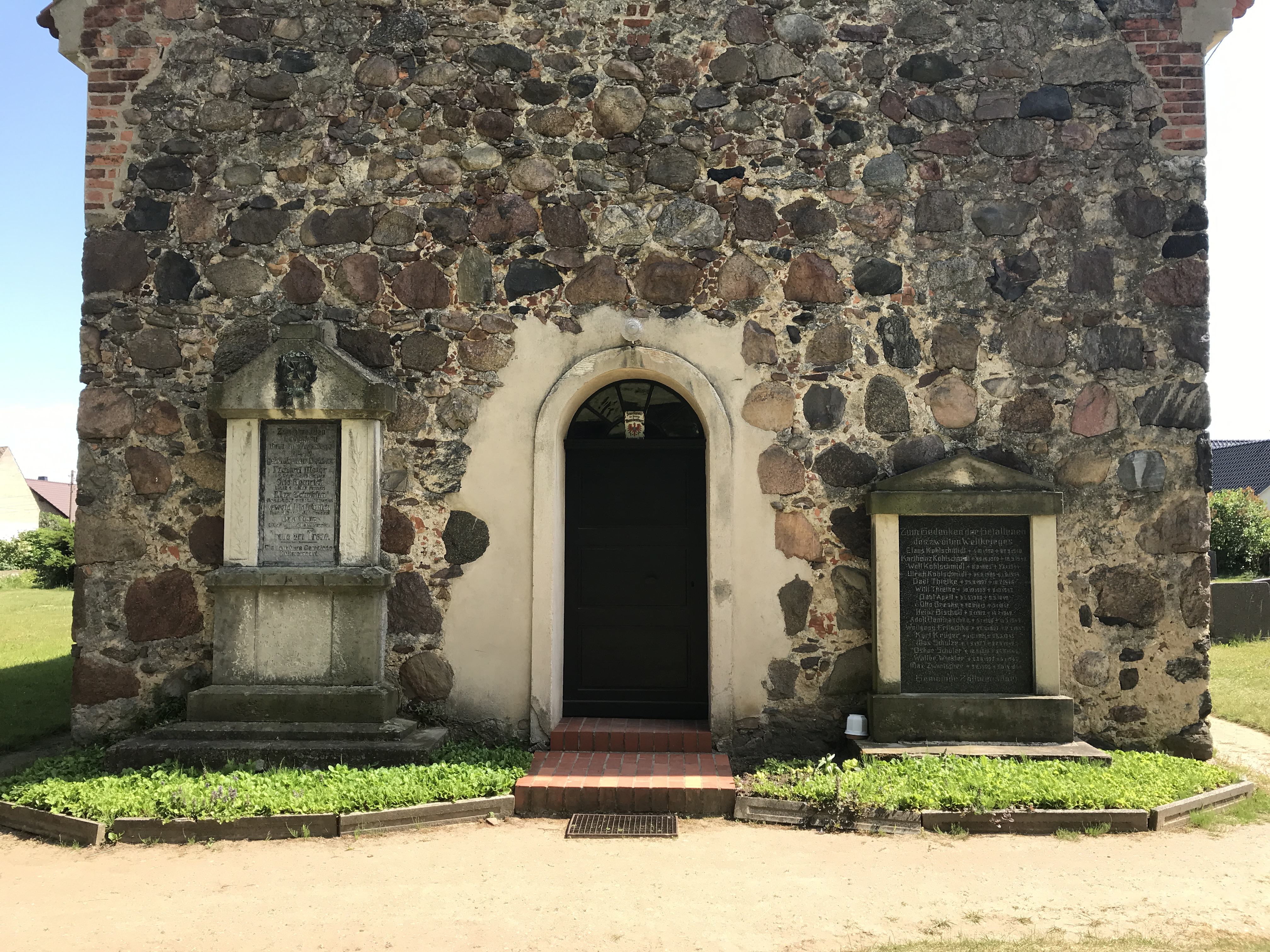
Westportal

Der ursprüngliche Baukörper wurde im Wesentlichen aus Feldsteinen errichtet. Der später hinzugefügte, polygonale Chor entstand aus Mauerstein, der anschließend verputzt wurde. Der Gebäudesockel sowie das Gesims am Übergang zum Dach wurde farblich hervorgehoben, ebenso seine Gebäudekanten, die als Lisenen ausgeführt sind. In der nordöstlichen sowie der südöstlichen Chorwand ist je ein Rundbogenfenster, dessen Faschen betont sind.
Daran schließt sich nach Westen das Kirchenschiff an. Dessen Ostwand ist geschlossen, der Giebel verputzt. Die Putzarbeiten ziehen sich ebenfalls über die Langseiten des Schiffs. An dessen Nordseite sind zwei große Rundbogenfenster mit betonten Faschen. An der Südseite sind es zwei paarweise angeordnete Fenster im Osten, dazwischen eine Rundbogenpforte sowie ein weiteres Fenster nach Westen hin. Das Schiff trägt ein Satteldach, das mit Biberschwanz gedeckt ist.
Der Westturm setzt als Aufsatz auf der Saalkirche auf. Ein Zugang ist von Westen her über eine Rundbogenpforte möglich. Unterhalb des Giebels sind Aufmauerungen aus rötlichem Mauerstein erkennbar; mittig ist eine spitzbogenförmige Öffnung. Der Aufsatz ist verbrettert und hat an der Nord- und Südseite je eine kleine und hochrechteckige Klangarkade. Darauf sitzt ein achtfach geknickter Turmhelm, der mit Turmkugel und Wetterfahne abschließt.

## Ausstattung

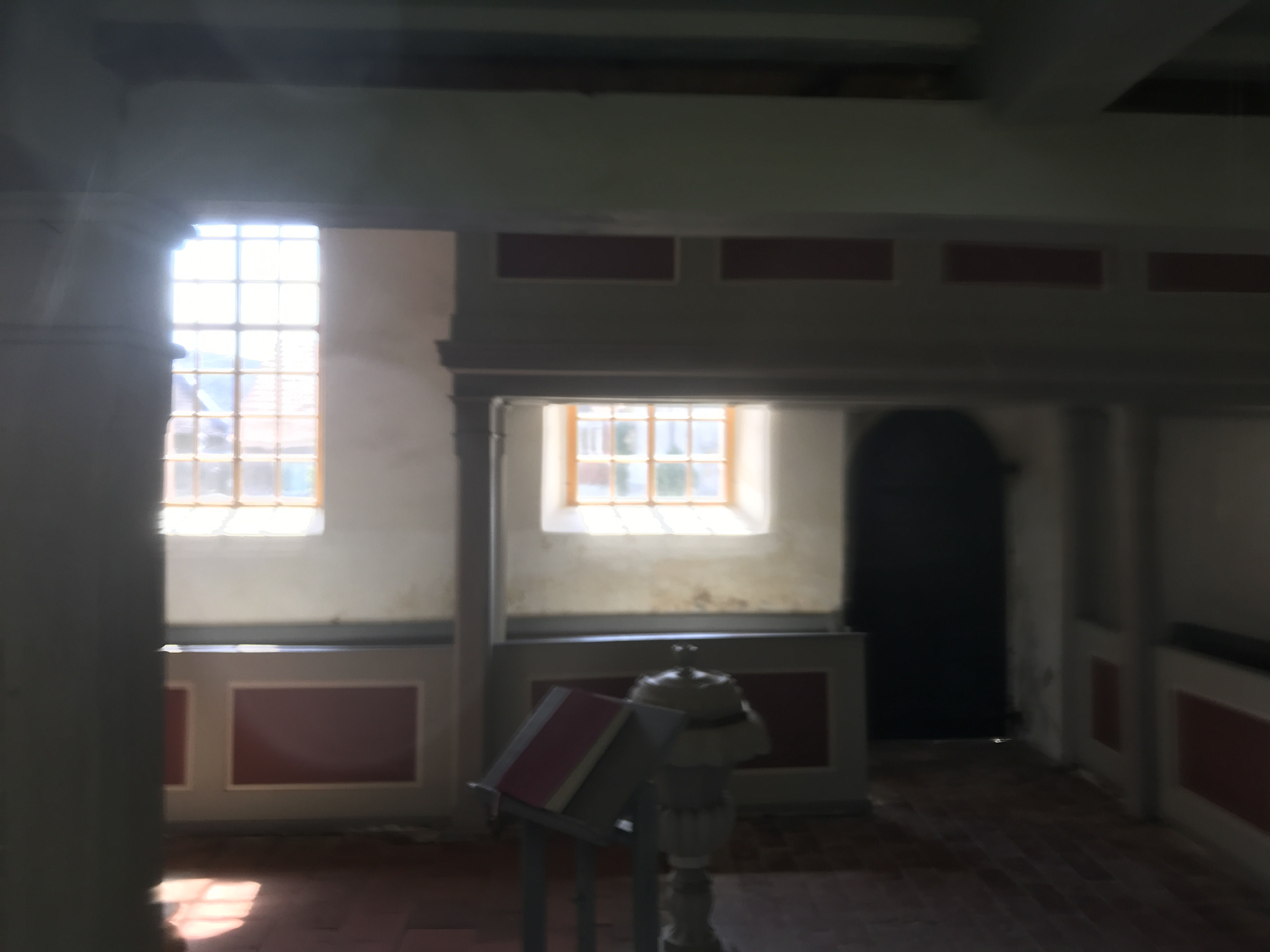
Blick ins Kirchenschiff

Der Kanzelaltar wurde zur Umgestaltung 1911 aufgestellt. Die Predella aus dem Ende des 17. Jahrhunderts zeigt das Abendmahl Jesu. 
Die kelchförmige Fünte mit hölzernem Deckel ist eine Stiftung aus dem Jahr 1892. Die Hufeisenempore stammt aus dem 18. Jahrhundert. Eine flache Decke überspannt das Innere; der westliche Teil ist als Vorhalle abgetrennt. Die Orgel errichtete vermutlich Eduard Glietsch aus Luckau in der Zeit um 1860. 2006 wurde das Instrument restauriert.
Vor dem Westturm erinnern zwei Gedenksteine an die Gefallenen der Weltkriege. Westlich des Bauwerks befinden sich auf dem Friedhof eine Kriegsgräberstätte.